# Diário de um Jovem Médico
Diário de um Jovem Médico (em inglês:  A Young Doctor's Notebook) é uma série de televisão britânica, estrelada por Daniel Radcliffe, que interpreta seu "eu" jovem e Jon Hamm, que interpreta seu "eu" mais velho e mais experiente.
A série possui apenas duas temporadas com quatro episódios cada (média de 22 minutos por episódio.). Exibida no Brasil pelo canal HBO, o primeiro episódio saiu no dia 19 de julho de 2013. Atualmente as duas temporadas estão disponíveis na Netflix. Em Portugal, a série foi exibida no TVCine.
A série é uma adaptação da coleção de histórias curtas do escritor russo Mikhail Afanasievich Bulgákov. 

## Enredo
A série é uma comédia dramática e irônica que narra parte da carreira de Mikhail Bulgákov. Em 1916, o recém formado médico, foi enviado à pequena vila interiorana de Muryovo, na região de Korobovo na Rússia, para substituir o falecido médico residente "Leopold Leopoldovich". A história se passa na época da Revolução Russa e possui uma narrativa dinâmica, com seu "eu" mais velho que auxilia e discute assuntos e operações com seu "eu" mais novo e inexperiente. Para fugir das pressões de gerir o pequeno hospital do interior, Mikhail acaba se viciando em morfina e passa por uma constante luta para se livrar do seu vício. A narrativa acaba após dezoito meses de residência, quando ele é convocado a voltar para Moscou, para assumir um cargo no Instituto de Doenças Venéreas.

## Elenco
Elenco Principal
- Daniel Radcliffe como jovem Mikhail
- Jon Hamm como velho Mikhail
- Adam Godley como Feldsher
- Rosie Cavaliero como Pelageya
- Vicki Pepperdine como Anna
- Christopher Godwin como Leopold Leopoldovich

## Episódios
1ª Temporada
| Nº do Episódio na Série | Nº do Episódio na Temporada | Sinopse |
| ----------------------- | --------------------------- | --- |
| 1                       | 1                           | Ao usar seu diário para reavivar a memória, o doutor se recorda de sua juventude, quando foi enviado à gélida tundra da Rússia rural aos 25 anos de idade. |
| 2                       | 2                           | Apesar de seus esforços para permanecer mais assertivo, o jovem médico ainda vive à sombra do antigo médico residente.                                     |
| 3                       | 3                           | Uma dor lancinante no abdômen faz com que o jovem médico considere tomar medidas drásticas.                                                                |
| 4                       | 4                           | Enquanto o jovem médico sofre de terríveis alucinações, seu Eu mais velho tenta evitar com que ele se destrua.                                             |

2ª Temporada
| Nº do Episódio na Série | Nº do Episódio na Temporada | Sinopse |
| ----------------------- | --------------------------- | --- |
| 5                       | 1                           | Vidas são colocadas em risco quando o jovem médico e a parteira Pelageya tentam esconder a falta de morfina no estoque.                                 |
| 6                       | 2                           | O jovem médico abandona seu envolvimento com Pelageya ao ficar perdidamente apaixonado por uma bela aristocrata.                                        |
| 7                       | 3                           | Seu Eu mais velho fica chocado com a frieza de sua versão mais nova em relação a Pelageya e seu comportamento destrutivo por causa do noivo de Natasha. |
| 8                       | 4                           | Uma explosão sacode o hospital e o jovem médico fica dividido quando precisa escolher entre seu vício em morfina ou socorrer Natasha.                   |